# Ludvig Douglas
 (janvier 2023).
Ludvig Douglas, né le 26 novembre 1849 à Zürich et mort le 20 juillet 1916 à Lysekil, est un comte suédois, maréchal du royaume, ministre des affaires étrangères, gouverneur de comté, propriétaire terrien et homme politique conservateur.

## Biographie

### Contexte et carrière
Douglas est le fils de Carl Israel Wilhelm Douglas (1824-98) et de la comtesse Lovisa Katarina von Langenstein und Gondelsheim, fille maternelle du grand-duc Louis Ier de Bade. Louis Douglas devient chambellan du prince héritier Gustaf en 1881, mais il est libéré de la cour en 1888.
Il épouse la comtesse Anna Louise Dorothée Ehrensvärd (1855-1930), fille du ministre des Affaires étrangères, le comte Albert Carl August Lars Ehrensvärd, et d'Ingeborg Hedvig Vogt, le 30 septembre 1876 à Tosterup (Krist.). Il eut avec elle des fils, Robert, Archibald, Carl et Oscar.
Douglas, qui était apparenté (demi-frère) à la reine Victoria de Suède, était protectionniste et fortement pro-allemand. Il a démissionné parce qu'il refusait d'accepter le droit des Norvégiens au det rene flag (le drapeau norvégien sans marque syndicale). Plus tard, Douglas se rangea du côté des exploitants forestiers norvégiens contre les compagnies forestières et demanda une législation pour les protéger.
Douglas est gouverneur du comté d'Uppsala de 1893 à 1895 et du comté d'Östergötland de 1901 à 1912. Du 1er juin 1895 au 27 octobre 1899, Douglas est ministre des Affaires étrangères.
En 1896, Douglas devient membre de l'Académie suédoise de l'agriculture et en 1912, il en devient membre honoraire,.

### Ministre des affaires étrangères
La personne qui a attiré l'attention du Premier ministre Boström sur Douglas était l'ami de Boström, l'éminent Unioniste Oscar Alin. C'est ainsi que Boström a nommé Douglas, qui partageait les opinions unionistes d'Alin. Douglas a ensuite été persuadé par Alin d'accepter la nomination. Pendant son mandat à la tête du ministère des Affaires étrangères, la troisième commission mixte de l'Union a été nommée, qui a ensuite publié une déclaration selon laquelle les positions suédoise et norvégienne étaient incompatibles. Il est sévèrement critiqué par l'aile gauche de la deuxième chambre et par Bjørnstjerne Bjørnson pour sa politique d'union. La crise du drapeau qui éclate entre la Suède et la Norvège au début de l'année 1898 à propos du retrait du sceau de l'union du drapeau norvégien conduit le roi Oscar II à refuser de sanctionner la décision du Storting. Cependant, le roi cède à la pression intense de la Norvège et fait promulguer la loi au Conseil d'État norvégien en décembre 1898. Douglas en a assez et quitte le gouvernement en octobre 1899. Boström prend alors la relève en tant que ministre des Affaires étrangères et prend les mesures nécessaires pour mettre en œuvre la loi sur le pavillon. En tant que ministre des Affaires étrangères, Douglas est également activement impliqué dans le commerce extérieur suédois et dans le développement du système consulaire.

### Maréchal du Royaume
En tant que maréchal du Royaume, il fut actif en coulisses dans le cadre du discours de Borggård et de la marche des paysans de 1914. Après le déclenchement de la Première Guerre mondiale en 1914, il fut l'une des forces motrices de l'activisme visant à obtenir le soutien de la Suède au côté allemand, notamment pour obtenir la libération de la Finlande de la Russie tsariste.
Ludvig Douglas est enterré dans la tombe de la famille Douglas dans l'église de l'abbaye de Vreta.

## Distinctions
- Grand-croix de l'ordre de Saint-Olaf
- Commandeur grand-croix de l'ordre royal de l'Étoile polaire
- Commandeur grand-croix de l'ordre de Vasa
- Grand cordon de l'ordre de Léopold
- Grand-croix de l'ordre de Dannebrog